# 우펨바리추에
우펨바리추에(Kobus anselli)는 소과 물영양속에 속하는 영양의 일종이다. 콩고민주공화국의 우펨바 저지대에서만 발견된다. 1926년과 1947~48년에 수집한 박물관 표본 분석을 통해 2005년에 기술되었다. 겉모습이 리추에(K. leche), 특히 아종 검은리추에(K. l. smithemani)와 아주 닮았기 때문에 이전에는 간과해 왔다. 일부 전문가들은 우펨바리추에를 리추에의 아종 K. l. anselli로 간주하기도 한다.